# Pandanus urophyllus
Pandanus urophyllus är en enhjärtbladig växtart som beskrevs av Henry Fletcher Hance. Pandanus urophyllus ingår i släktet Pandanus och familjen Pandanaceae. Inga underarter finns listade.